# Jánossy Lajos (főesperes)
Jánosi Jánossy Lajos (1868. – Sopron, 1939. március 12.) főesperes, révkomáromi evangélikus lelkész.

## Élete
A régi Fejér-komáromi Evangélikus Egyházmegye utolsó főesperese és a révkomáromi gyülekezet vezetője volt 41 éven át. Működése idején épült a komáromi evangélikus templom tornya 1899-ben, kapta a templom neoklasszicista belső terét és öntötték 3 harangját. 1937-ben vonult nyugalomba. A csehszlovák államfordulat után is védte a magyar érdekeket az evangélikus egyházon belül is. A gyülekezet nem ismerte el a pozsonyi püspök felsőbbségét, nem csatlakozott a szlovenszkói evangélikus egyetemes egyházhoz és független maradt.
Vallástant tanított többek között az érsekújvári ferences gimnáziumban. A Komáromvármegyei és városi Muzeum-Egyesület igazgató választmányának tagja.
Felesége Trugly Ilona (1879–1960; János földbirtokos lánya), gyermekei Frank-Kiss Jenőné Jánossy Ilona tanárnő és Jánossy Lajos (1903-1976) lelkész, oktató voltak. Testvérei Jánossy Gábor (1870-1945) jogász, országgyűlési képviselő, Szloboda Jánosné Jánossy Mária, Károly, Juliska és István voltak.
A komáromi evangélikus temetőben temették el. A szertartást Kovács Sándor dunáninneni evangélikus püspök végezte.